# Crête des Gittes
Crête des Gittes – szczyt w Alpach Graickich, części Alp Zachodnich. Leży we wschodniej Francji w regionie Owernia-Rodan-Alpy. Należy do Masywu Beaufortain. Szczyt można zdobyć ze schroniska Refuge du col de la Croix de Bonhomme.